# 危地马拉劳动党
危地马拉劳动党（西班牙語：Partido Guatemalteco del Trabajo，缩写为PGT）是危地马拉的一个已不存在的共产主义政党。党报为《真理报》。

## 历史
该党成立于1949年9月28日，当时取名为危地马拉共产党。前身是1947年先后成立的“危地马拉民主先锋”和危地马拉工人党等组织。它积极支持阿雷瓦洛政府和阿本斯政府的政策，为民主改革做了大量工作。
1952年，该党改名为危地马拉劳动党。1954年危地馬拉政變后，该党被美国扶植的新政权宣布为非法，遭到残酷镇压。
1962年，该党创建武装组织“反叛武装力量”，反对危地马拉军政府的独裁统治。1969年，该党召开“四大”提出，在军事法西斯专政的条件下，危地马拉的革命要沿着武装斗争与人民运动的其它形式相结合的道路发展。现阶段的革命是土地革命、反帝革命、人民革命，前途是社会主义革命。
1982年，从该党分裂出去的危地马拉劳动党全国指导核心同其他游击队组织联合成立危地马拉全国革命联盟，宣称将用一切合法的、不合法的手段反对国家的法西斯化，尽可能地团结各阶层人士建立共同行动阵线，推翻专制统治，建立人民政权。1987年，该党加入危地马拉全国革命联盟。
1996年，在时任联合国秘书长加利的主持下，危地马拉全国革命联盟同危地马拉政府签署一项和平协定，从而结束长达36年的危地马拉内战。1998年，危地马拉全国革命联盟改组为政党，包括危地马拉劳动党在内的原联盟成员党都由此解散自己的组织。